# Бледрик ап Константин
Бледрик ап Константин (также Бледрис и Блети; корн. Bledric ap Constantine; 554 — 613) — король Думнонии (598—613).

## Биография
Бледрик был сыном короля Думнонии Константина. Когда его брат Герайнт ап Константин в 598 году был в походе, Бледрик оставался в Думнонии. В этом походе Герайнт погиб и Бледрик сам стал королём Думнонии.
После смерти Тристана ап Тристана Бледрику ап Константину удалось присоединить его королевство Корнубия.
В 613 году Бледрик участвовал в битве при Честере, где коалиция бриттов потерпела сокрушительное поражение от англосаксонских правителей Нортумбрии и Мерсии. Через несколько недель он в союзе с Киндруином Пенгвернским, который тоже участвовал в той битве, сражался с англо-саксами Нортумбрии и Кента в битве при Бангор-ис-Койде, где Бледрик ап Константин погиб. Новым королём Думнонии стал его сын Клемен ап Бледрик.